# Felixstowe
Felixstowe este un oraș și un important port la Marea Nordului situat în comitatul Suffolk, regiunea East, Anglia. Orașul se află în districtul Suffolk Coastal.
1. ↑   (PDF), Wikipedia în esperanto https://www.eastsuffolk.gov.uk/assets/Planning/Neighbourhood-Planning/Town-and-village-profiles/Felixstowe-Town-Profile.pdf Lipsește sau este vid: |title= (ajutor)